# Eddy Treijtel
Eduard ("Eddy") Willem Treijtel (Rotterdam, 28 de maig de 1946) és un porter de futbol retirat dels Països Baixos, que va guanyar la Copa de la UEFA amb el Feyenoord de Rotterdam la temporada 1973-74.